# Mount Baker National Recreation Area
Mount Baker National Recreation Area est une zone de loisirs nationale des États-Unis située dans le nord de l'État de Washington à environ 24 km au sud de la frontière canado-américaine dans la forêt nationale du mont Baker-Snoqualmie. 
La zone de loisirs a été créée en 1984 par une loi du Congrès américain principalement pour permettre l'utilisation de motoneiges pendant les mois d'hiver sur les pentes sud du mont Baker. Il existe également de nombreux sentiers de randonnée dans la zone de loisirs. La Mount NRA est adjacente à la Mount Baker Wilderness, où la motoneige n'est pas autorisée. 

## Liens externes

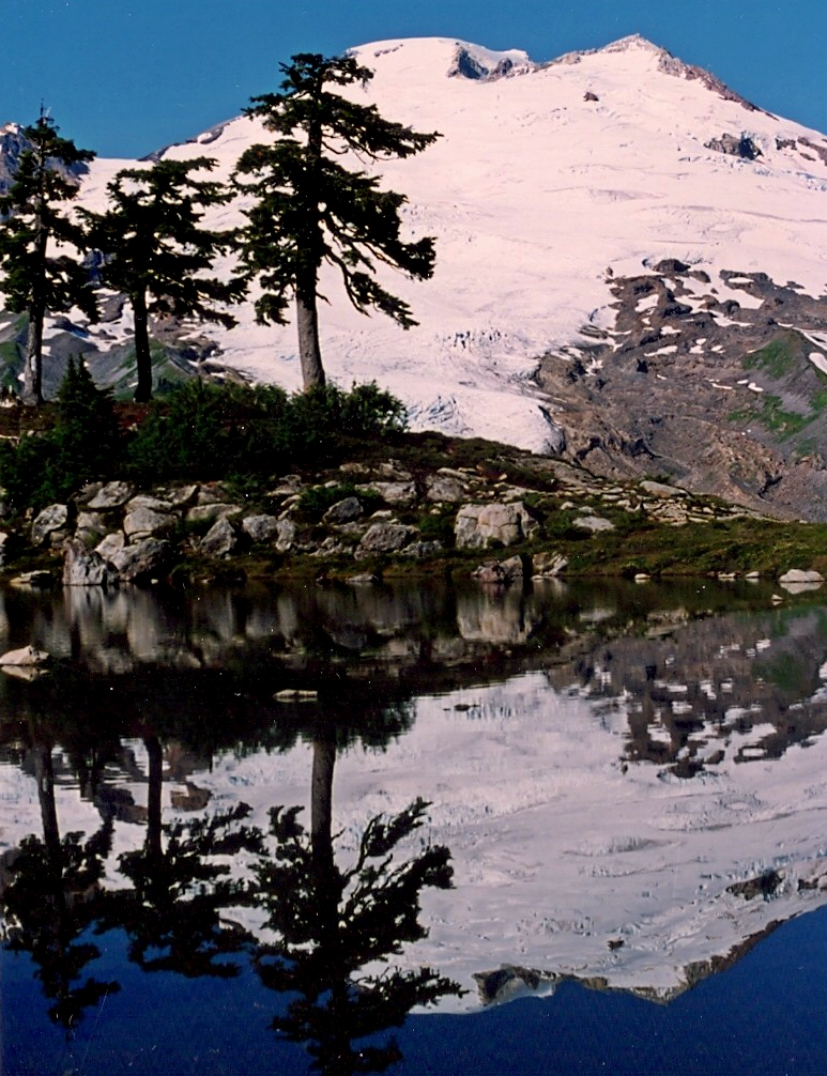
Le mont Baker se reflète dans le lac près de Park Butte